# Jean-Paul Séguéla
Jean-Paul Séguéla, né le 21 février 1938 à Toulouse et mort le 16 septembre 2009 dans la même ville, est un professeur de médecine et homme politique français.

## Étude et famille
Il est le fils d'André Séguéla, un officier de marine et de Mme Suzanne, née Bénazet. Il se marie le 14 mai 1968 à Mlle Marie-Pierre Grimal. Ensemble, ils ont quatre enfants (Anne-Bernarde, Jordane (décédée), Laure-Emilie et Jeanne).
Jean-Paul Séguéla effectue ses études au Lycée Pierre-de-Fermat, puis à la Faculté de médecine et à l'Institut Pasteur de Paris. Il en sort docteur en médecine, certificats d'étude spéciales de parasitologie médicale et technique, d'immunologie générale et appliquée, d'étude supérieures de génétique humaine, maîtrise de biologie humaine, diplôme d'études approfondies et de recherche en biologie humaine.
Il est doyen de la faculté de médecine de Rangueil de 1983 à 2005.

## Détail des fonctions et des mandats
Mandat parlementaire
- 2 avril 1986 - 8 juillet 1986 : Député de la Haute-Garonne
- 28 septembre 1986 - 14 mai 1988 : Député de la Haute-Garonne

Mandat local
- Conseiller général de Montastruc-la-Conseillère de 1979 à 1998.
- Maire de Bessières : 1977 à 2001.

## Affaires judiciaires
Ancien conseiller de Charles Pasqua, Jean-Paul Séguéla, a été condamné le 9 janvier 2007 à trois ans de prison dont un avec sursis, plus 50 000 euros d'amende. Il fait appel le 12 janvier 2001. L'ex-Monsieur Drogue du ministère de l'Intérieur 1993 à 1995, est finalement condamné en appel le 30 avril 2008 à 3 ans de prison dont 2 avec sursis, 50 000 euros d'amende et 4 ans de privation de ses droits civiques.